# 王克鼎
王克鼎，贵州織金人，清朝政治人物、同進士出身。

## 生平
光緒十八年（1892年）壬辰科進士，三甲一百三十名，同年五月，著交吏部掣签分发各省，以知县即用。后官廣東新寧縣知縣。